# Фонтана, Рей
Жозе́ Фонтана (порт.-браз. José Fontana; 19 марта 1912, Куритиба — 3 апреля 1986, Куритиба), более известный как Рей Фонтана (порт.-браз. Rey/Rei Fontana) — бразильский футболист, вратарь.

## Карьера
Рей Фонтана начал карьеру в клубе «Коритиба» в 1930 году. В 1931 году он выиграл с командой чемпионат штата Парана. В 1933 году Фонтана перешёл в «Васко да Гаму», искавшую замену вратарь Жагуаре, который уехал в Европу. Годом позже он помог команде выиграть чемпионат штата Рио-да-Жанейро, а в 1936 году повторил это достижение. В 1937 году Рей завоевал Кубок чемпионов штатов Рио-Сан-Паулу. Последней встречей в составе команды для вратаря стал матч против «Америки», проведённый 18 декабря 1938 года, когда он вышел на поле во втором тайме и пропустил три гола. Всего за «Васко» Фонтана провёл 119 матчей, по другим данным 116 матчей. Затем играл за клуб «Бонсусессо»
В 1940 году Рей перешёл в «Бангу», где дебютировал 11 февраля в матче с «Мадурейрой» (2:3). 14 апреля он сыграл в матче турнира начала чемпионата Рио-де-Жанейро с «Ботафого» (0:2). 13 октября того же года Фонтана провёл последнюю встречу за «Бангу» против «Бонсусессо» (2:2). За клуб в чемпионате штата голкипер провёл 11 матчей. Продолжил Рей в 1941 году в клубе «Португеза Сантиста». Затем он выступал за «Брагантино», «Коритибу» и клуб «Британия».
Последние годы жизни Фонтана провёл в маленьком доме на участке в районе Алту-да-XV, который принадлежал его семье.

## Международная статистика
| Матчи Рея Фонтаны за сборную Бразилии | Матчи Рея Фонтаны за сборную Бразилии | Матчи Рея Фонтаны за сборную Бразилии | Матчи Рея Фонтаны за сборную Бразилии | Матчи Рея Фонтаны за сборную Бразилии | Матчи Рея Фонтаны за сборную Бразилии | Матчи Рея Фонтаны за сборную Бразилии |
| ------------------------------------- | ------------------------------------- | ------------------------------------- | ------------------------------------- | ------------------------------------- | ------------------------------------- | ------------------------------------- |
| №                                     | Дата                                  | Место проведения                      | Оппонент                              | Счёт                                  | Пропущ. голы                          | Турнир                                |
| 1                                     | 24 февраля 1935                       | Рио-де-Жанейро                        | Ривер Плейт                           | 2:1                                   | −1                                    | Товарищеский матч                     |
| 2                                     | 27 декабря 1936                       | Буэнос-Айрес                          | Перу                                  | 3:2                                   | −2                                    | Чемпионат Южной Америки               |
| 3                                     | 13 января 1937                        | Буэнос-Айрес                          | Парагвай                              | 5:0                                   | 0                                     | Чемпионат Южной Америки               |

## Достижения
- Чемпион штата Парана: 1931
- Чемпион штата Рио-да-Жанейро: 1934, 1936
- Чемпион Бразилии среди сборных штатов: 1935
- Обладатель Кубка чемпионов штатов Рио-Сан-Паулу: 1937

## Личная жизнь
В 1936 году Рей начал отношения с певицей Заирой Кавалканти. В том же году он едва не подрался с певцом Тайроном Пауэром за то, что Фонтана ухаживал за подругой американца Аннабеллой. Сам футболист даже заявлял, что якобы Аннабелла ушла от американского исполнителя к нему. С 1938 по 1942 год Фонтана был гражданским мужем другой певицы Араси де Алмейды. В этом союзе девушка была несчастна, так как футболист вёл богемный образ жизни и слыл сердцеедом. Однажды, когда пара уже рассталась, Араси записывала песню «Engomadinho». В тексте изначально присутствовала фраза «O rei do meu amor». Она заявила, что прекратит запись, если это слово, Rei, не будет заменено. В результате слово поменяли на Seresteiro.
Много лет спустя Рей признался, что взаимоотношения с миром музыки помешали его спортивной карьере.